# Etheostoma zonale
Etheostoma zonale är en fiskart som först beskrevs av Edward Drinker Cope, 1868.  Etheostoma zonale ingår i släktet Etheostoma och familjen abborrfiskar. Inga underarter finns listade i Catalogue of Life.